# Boca del Cielo
Boca del Cielo es una pesquería del municipio de Tonalá, Chiapas, ampliamente conocida como el segundo destino de playa más popular del estado, solo por detrás de Puerto Arista.

## Toponimia
El origen del topónimo se supone que se debe a la impresión de ser una entrada al cielo, que une los colores del agua con el atardecer y la puesta del sol.

## Descripción

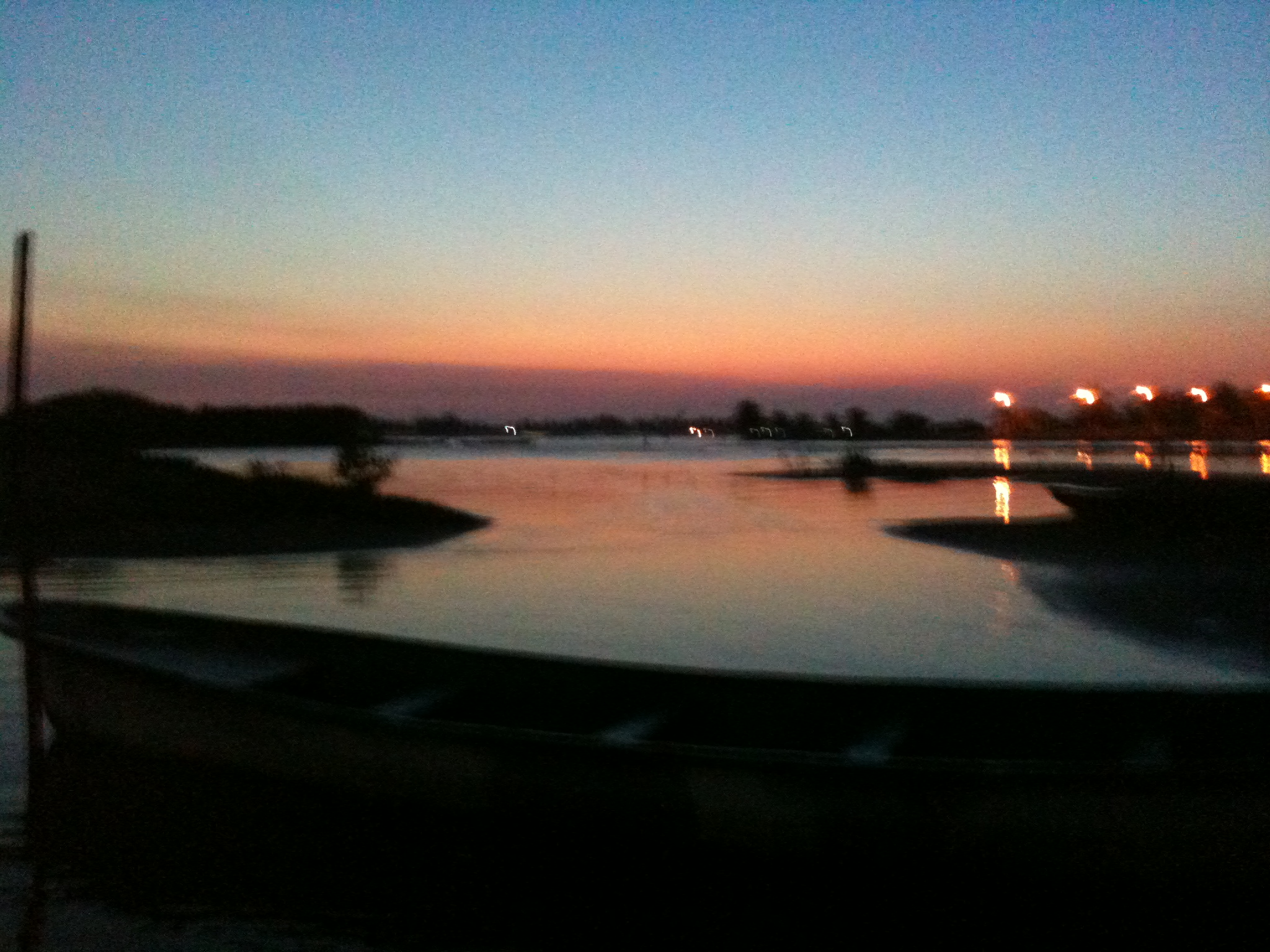
El atardecer ilumina la laguna de Boca del Cielo.

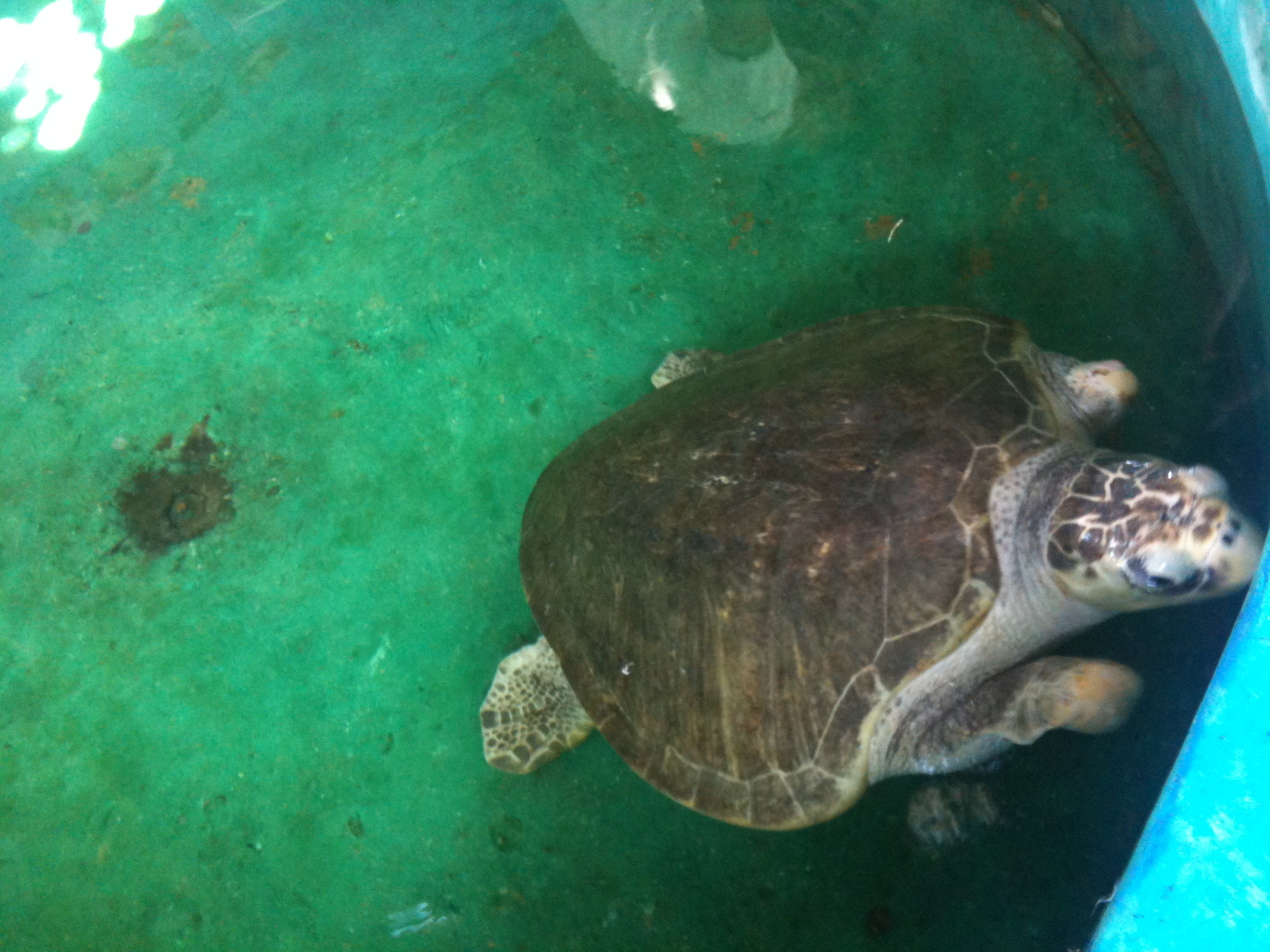
Campamento de preservación de tortugas marinas.

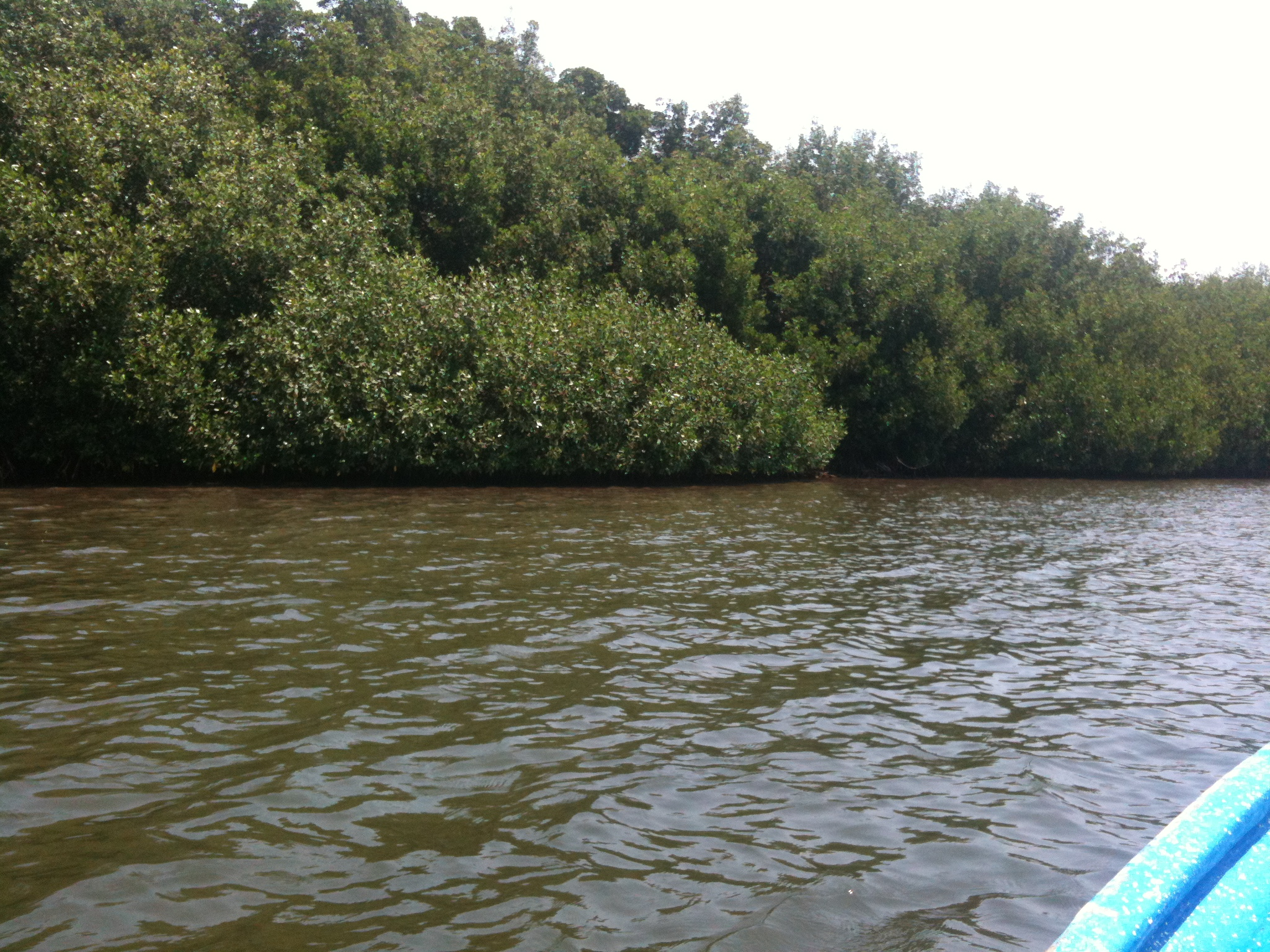
A lo largo de la laguna sólo existe ecosistema manglar.

Boca del Cielo es parte de la región del Istmo de Tehuantepec correspondiente a Chiapas. Es una de las muchas playas de la región, que se extienden sin interrupción, excepto por esteros, estuarios y lagunas formadas por los pequeños ríos que bajan desde las montañas cercanas de la Sierra Madre de Chiapas hasta el Océano Pacífico. El clima es Cálido subhúmedo con lluvias en verano y posee una temperatura media anual de 27 °C, siendo el clima más caliente durante la primavera y el verano. El área alrededor de Boca del Cielo está llena de pastos para el ganado, ya que es la principal actividad económica de la Región Istmo-Costa.
La pesquería Boca del Cielo se encuentra en el continente y se dedica exclusivamente a la pesca, pero junto con Puerto Arista, se ha convertido en un destino de playa en el Siglo XX. La mayoría de los residentes de la pesquería se dedican tanto a la pesca como al turismo. Las casas de la ciudad están parcialmente ocultas de los principales muelles por varios árboles de palma y demás árboles rodeados de agua y pastos. El centro del pueblo son los muelles, del cual parten las lanchas para pescar y llevar a los turistas a la barra conocida como San Marcos.

## Historia
Boca de Cielo es un pequeño pueblo de pescadores y playa en el municipio de Tonalá, Chiapas, México. Éste y Puerto Arista, a 15 kilómetros de distancia, son las dos playas más conocidas en la costa de Chiapas. Boca de Cielo es parte de la región Istmo-Costa chiapaneca en la costa norte. Es una de muchas playas de la región que se extienden ininterrumpidamente, excepto por los estuarios y lagunas formadas por los pequeños ríos que corren desde la cercana Sierra Madre de Chiapas hasta el océano Pacífico. El clima es semi húmedo con lluvias principalmente en verano y una temperatura media anual de 27 °C, el clima es más caliente en la primavera y el verano. El área que rodea Boca del Cielo está lleno de pastos para el ganado, ya que es la principal actividad económica de la región de la costa norte. 
La comunidad de Boca del Cielo se encuentra dentro del continente y se dedicó históricamente en exclusiva a la pesca, pero junto con Puerto Arista, se convirtió en un destino de playa en el siglo 20. La mayoría de los residentes de la ciudad ahora se dedican tanto a la pesca como al turismo. Las casas del pueblo están parcialmente oscurecidas de los principales muelles por varias palmeras y árboles y rodeado por el agua y los pastos. Los centros de las ciudades están en los muelles de las que huyen por mar a pescar y llevan a los turistas a la zona llamada San Marcos. 
La distinción principal de Boca del Cielo es una larga laguna llamada La Joya, que está separada del océano por una franja de tierra de bajo fondo roto en el medio. El nombre de "la boca de los cielos", se refiere a esta apertura que busca afuera en mar abierto, donde el sol se pone por la tarde. El agua de la laguna es generalmente poco profunda y es una mezcla de agua dulce del estuario de un pequeño río y el agua de mar del océano. La abertura en el bajío permite esta mezcla y también hace que el nivel de la laguna suba y baje dependiendo de la marea. El agua es poco profunda, especialmente durante la marea baja, así la gente se cruza sin un barco, con el agua que sube sólo hasta las rodillas o la cintura. En la zona, aparecen barras de arena con piscina de agua y las islas. La excepción a la superficialidad está cerca de la apertura al mar, donde el agua es más profunda con fuertes corrientes. Aquí, el agua puede ser tan profunda como diez metros y con la apertura tan amplia como cincuenta metros, dependiendo de la marea. La laguna se extiende por kilómetros a cada lado de Boca del Cielo, con muchos de los bancos a distancia de las zonas turísticas cubiertas de manglares. La laguna es rica en peces y camarones. 
Los bancos mantienen el océano con sus olas ásperas separadas de las aguas de la laguna que son seguras, incluso para los niños que nadan en ella La sección de turismo se llama San Marcos, en el lado este de la apertura al mar en una estrecha franja de tierra que tiene un promedio de 200 metros de ancho. La distancia entre esta zona y los principales muelles de Boca del Cielo está a medio kilómetro. El resto de los bancos de la laguna La Joya varía de entre cincuenta y trescientos metros de longitud. No hay acceso por carretera a los bancos,  los turistas que llegan a ellas es en lancha. El bajío de San Marcos (coloquialmente conocido como "isla") es de arena fina de color gris en el lado del mar y llena de búngalos rudimentarios e improvisadas palapas que sirven como restaurantes y alojamientos. Hay áreas que permiten acampar y la colocación de hamacas. Todos los restaurantes basan sus menús en los mariscos, especialmente mojarra , un pez llamado "lisa" y camarón. 
Mientras Boca del Cielo atrae a un número importante de turistas nacionales e internacionales, la mayoría de sus visitantes son de Chiapas, especialmente de la capital del estado Tuxtla Gutiérrez, lo que significa que se llena los fines de semana y los precios son más altos que más al sur del estado, en la costa. Para el periodo vacacional mexicano de la Semana Santa en el año 2008, 30.697 visitaron la playa. A pesar de esto, todavía es menos popular que la cercana de Puerto Arista, tiene menos tráfico de embarcaciones, menos vendedores y menos basura. Las atracciones turísticas incluyen paseos en lancha, pesca deportiva, kayak , motonáutica, esquí acuático, buceo e inflables "bananas", remolcada por una embarcación a motor. Sin embargo, la playa al lado del mar carece de señales para indicar el estado de las aguas para la seguridad. El océano es más seguro durante la marea baja, cuando las olas son menos ásperas. 
El santurio de tortugas de Boca del Cielo es uno de cuatro de estas instalaciones en la costa de Chiapas, junto con Puerto Arista, Costa Azul y Barra de Zacapulco. Está dirigido por el Instituto de Historia Natural y Ecología. A pesar de una prohibición federal sobre la venta y el consumo de los huevos, el saqueo de nidos de tortuga continúa en Chiapas. Está tripulado por dos personas que patrullan los 75 kilómetros de playas y manglares para cuidar los huevos recién puestos. Estos huevos son trasladados a un área protegida y después que las crías emergen, se liberan en el mar. Los visitantes pueden participar en las patrullas y comunicados, siendo de julio a noviembre los meses más activos.